# デオキシヒプシンモノオキシゲナーゼ
デオキシヒプシンモノオキシゲナーゼ（deoxyhypusine monooxygenase）は、次の化学反応を触媒する酸化還元酵素である。
タンパク質 N6-(4-アミノブチル)-L-リシン + 還元型受容体 + O2 {\displaystyle \rightleftharpoons } タンパク質 N6-[(R)-4-アミノ-2-ヒドロキシブチル]-L-リシン + 受容体 + H2O
この酵素の基質はタンパク質 N6-(4-アミノブチル)-L-リシン、還元型受容体とO2で、生成物はタンパク質 N6-[(R)-4-アミノ-2-ヒドロキシブチル]-L-リシン、受容体とH2Oである。
この酵素は酸化還元酵素に属し、基質に特異的に作用する。酸素は酸化剤として還元されると同時に基質に取り込まれる。組織名はdeoxyhypusine,hydrogen-donor:oxygen oxidoreductase (2-hydroxylating)で、別名にdeoxyhypusine hydroxylase、deoxyhypusine dioxygenaseがある。